# Barsac, Gironde
Barsac är en kommun i departementet Gironde i regionen Nouvelle-Aquitaine i sydvästra Frankrike. Kommunen ligger i kantonen Podensac som tillhör arrondissementet Langon. År 2022 hade Barsac 2 061 invånare.
På occitanska heter orten Barçac.

## Befolkningsutveckling
Antalet invånare i kommunen Barsac
Referens:INSEE